# 圣皮埃尔布鲁克
圣皮埃尔布鲁克（法語：Saint-Pierre-Brouck，法語發音：[sɛ̃ pjɛʁ bʁuk]）是法国上法蘭西大區北部省的一个市镇，属于敦刻尔克区。

## 地理
圣皮埃尔布鲁克（50°53'45"N, 2°11'11"E）面积8.86 平方千米，位于法国上法蘭西大區北部省，该省份为法国最北部的省份及最长的省份，西北濒北海，西接加来海峡省，南至埃纳省和索姆省，东与比利时接壤。
与圣皮埃尔布鲁克接壤的市镇（或旧市镇、城区）包括：布尔堡、吕曼盖姆、奥尔克、卡佩勒布鲁克、圣玛丽凯尔克。

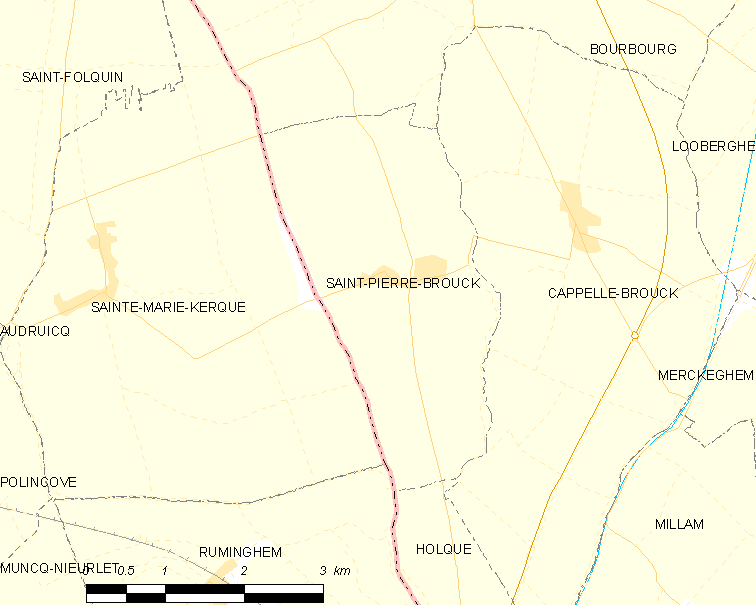
圣皮埃尔布鲁克的OSM定位图

圣皮埃尔布鲁克的时区为UTC+01:00、UTC+02:00（夏令时）。

## 行政
圣皮埃尔布鲁克的邮政编码为59630，INSEE市镇编码为59539。

## 政治
圣皮埃尔布鲁克所属的省级选区为大桑特县。

## 人口

1962-2008年间圣皮埃尔布鲁克人口变化图示

圣皮埃尔布鲁克于2022年1月1日时的人口数量为983人。